# Igor Figueiredo
Igor Figueiredo (Niterói, 11 de outubro de 1977) é jogador profissional de snooker, sendo o único ganhador mundial brasileiro desta categoria.

## História
Nascido em Niterói e atualmente residindo em São Paulo, Igor começou a ter contato com o snooker aos 5 anos de idade, ao assistir seu pai praticando nos salões de sinuca da época.
Aos 8 anos, já fascinado pelo esporte, iniciou sua participação em torneios e a se destacar mesmo com pouca idade. Com seus 13 anos, participou de sua 1ª Copa Brasil com os melhores atletas da época e conseguiu chegar em 3º Lugar. Assim, vencendo um dos maiores atletas no torneio, Roberto Carlos, até hoje considerado um dos melhores de todos os tempos no Brasil.
Teve sua participação nos Jogos Mundiais de 2013 (categoria Snooker), e terminou na quarta colocação. Sendo o 1º atleta sul-americano a participar do Circuito Profissional de Snooker WPBSA (World Professional Billiards Snooker Association), Igor também representou o Brasil no UK Seniors Championships, em Londres, ao lado de lendas mundiais como Ronnie O'Sullivan.

## Títulos
- Campeão Mundial 2019 WSS (World Snooker Seniors) em Houston;

- Campeão Mundial 2018 WSF (World Snooker Federation) em Malta;

- Vice-campeão Mundial 2009 IBSF (International Billiards Snooker Federation) na Índia;
- Campeão Brasileiro por 13 vezes;
- Campeão da Copa Brasil por 17 vezes;
- Campeão Paulista por 8 vezes.